# 列車で行こう! 〜九州・鉄道の旅〜
『列車で行こう! 〜九州・鉄道の旅〜』（れっしゃでいこう きゅうしゅう・てつどうのたび）は、TVQ九州放送ほかで放送されていた紀行番組である。製作局のTVQでは2010年4月3日から2011年9月24日まで、JR九州の一社提供で放送。

## 概要
火曜22:54枠で放送されていた『のんびり走ろう! 〜九州・鉄道の旅〜』の後継番組で、同様にJR九州の列車や沿線風景などを紹介。ハイビジョン制作で、地上アナログ放送ではレターボックス形式で放送されていた。番組公式サイトでは過去放送分の動画を視聴できた。
本番組は系列が異なる南日本放送（MBCテレビ）でもネットされていた。南日本放送では提供スポンサーは不在だったものの、JR九州のスポットCMが入ることがあった。
2011年8月に、本番組と『のんびり走ろう! 〜九州・鉄道の旅〜』の放送内容にディレクターズ・カットを加えたDVDが発売された。

## 放送局
| 放送対象地域 | 放送局                 | 放送日時                              | 放送期間                     | 備考                                                   |
| ------------ | ---------------------- | ------------------------------------- | ---------------------------- | ------------------------------------------------------ |
| 福岡県       | TVQ九州放送            | 土曜 21:54 - 22:00                    | 2010年4月3日 - 2011年9月24日 | 製作局                                                 |
| 鹿児島県     | 南日本放送             | 日曜 16:54 - 17:00                    | 2010年6月6日 - 2011年9月25日 | 1日遅れ                                                |
| 日本全域     | ホームドラマチャンネル | 火曜 02:40 - 02:45 土曜 03:15 - 03:20 | 2010年10月4日 - 終了時期不明 | インターローカルメディアによる委託放送事業 約1か月遅れ |